# NGC 7292
NGC 7292 é uma galáxia irregular (IBm) localizada na direcção da constelação de Pegasus. Possui uma declinação de +30° 17' 35" e uma ascensão recta de 22 horas, 28 minutos e 25,7 segundos.
A galáxia NGC 7292 foi descoberta em 6 de Setembro de 1872 por Édouard Jean-Marie Stephan.